# Lunada
Lunada (em português "festa ao luar") é o décimo álbum de estúdio da cantora mexicana Thalía, lançado em 24 de junho de 2008, através da gravadora EMI. É o primeiro álbum de Thalía após o nascimento de sua primeira filha em 2007. O álbum foi produzido por Emilio Estefan, que foi o responsável por produzir alguns dos álbuns anteriores da cantora, como En Éxtasis (1994), Amor a la Mexicana (1997) e Arrasando (2000). A produção executiva foi realizada pela cantora. Lunada foi descrito por Thalía como um álbum para "aproveitar o verão", e recebeu análises geralmente favoráveis dos críticos de música. Além disso,  figurou no top dez de alguns países, como Estados Unidos e México. 
Para promover o disco, dois singles foram lançados: "Ten paciencia" e "Será porque te amo". Entretanto, em decorrência de problemas pessoais e tratamento de sua doença de Lyme, Thalía cancelou todo o trabalho de divulgação para o disco. Dessa forma, não atingiu as vendas esperadas por sua gravadora, o que culminou no cancelamento da turnê mundial planejada para o disco, bem como no encerramento de seu contrato com a EMI após 14 anos de parceria.

## Contexto e desenvolvimento
A ideia do álbum surgiu quando Thalía estava grávida de sua primeira filha, Sabrina Sakaë. A cantora estava ansiosa para colocar o biquíni e ir à praia, pois estava há muito tempo sem fazer algumas coisas, como se expor ao sol. "Quando comecei a fazer este álbum, estava no meio da gravidez e só tinha um pensamento: o verão. Minha vontade era voltar para a praia e aproveitar a temperatura do verão. Com uma fogueira a lenha, cercado de amigos , ouvindo música sob o luar; um verdadeiro luau". Durante uma conferência de imprensa em 17 de junho de 2008, em Nova York, declarou:

"Este álbum surgiu quando eu estava grávida da minha filha. Eu estava grávida de quase oito meses. Eu já não aguentava mais, e a única coisa que eu conseguia pensar eram biquínis, protetor solar, cerveja e praia. Então eu comecei a pensar para mim mesmo: "Ei! Qual foi aquela música que eu gostei no verão passado na Argentina? 'Sangre Caliente' ("Sangue quente")! E quando eu fui com meus amigos para (o balneário mexicano de) Ixtapa, qual era? Isso mesmo, o de Juan Gabriel! ... Foi assim que 'Lunada' nasceu".

A produção começou em 2007, após o nascimento de sua filha. A cantora disse que foi muito fácil de fazê-lo e seu período na produção, agradável. Foi gravado em Miami no Crescent Moon Studios com Emilio Estefan em apenas três dias.
Thalía optou por gravar versões cover de músicas dos anos 1980 e 1990, pois a lembravam de sua adolescência, junto com novas faixas. Ela também revelou que:  "[Minha filha] me acompanhou em todo o processo; ela faz parte do álbum. Por isso escrevi uma música para ela. É a música 'Bendita' e não é uma canção de ninar tradicional. No meu caso eu queria adicionar reggae. Tudo o que sinto por esse ser humano que entrou na minha vida eu digo em 'Bendita'".

## Arte da capa
A capa de Lunada apresenta o rosto de Thalía com lábios da cor lilás e um óculos de sol que reflete a imagem de uma ilha tropical. A capa, no entanto, gerou comentários por parte da imprensa e do público, com alguns alegando que a imagem era muito semelhante à da capa do álbum da banda australiana Cut Copy, Bright Like Neon Love (2004), que por sua vez mostrava uma fotografia do rosto de uma mulher com lábios cor de rosa brilhantes e usando óculos escuros, refletindo uma cidade.
A própria Thalía comentou sobre o caso: "Quando a equipe criativa me apresentou os diferentes conceitos, fiquei absolutamente inspirada por uma imagem que me mostraram. Todos nós somos inspirados por tudo e todas as coisas são inspiradas por todas as coisas", também adicionando que "eu quis adicionar o sabor tropical e as cores e estilo que refletem a minha ideia do que é um luau, que está representado na capa do meu álbum. Tenho certeza que também inspirará outros como referência no futuro". Contudo, a controvérsia não gerou nenhuma consequência jurídica para as partes.

## Recepção crítica
| Críticas profissionais | Críticas profissionais |
| Avaliações da crítica  | Avaliações da crítica  |
| Fonte                  | Avaliação              |
| ---------------------- | ---------------------- |
| AllMusic               | [ 11 ]                 |

Lunada recebeu críticas mistas, entre elas, a de Jason Birchmeier, do AllMusic, que disse: 
"Lunada, infelizmente, não é um grande retorno aos dias de glória de Amor a la Mexicana (1997), é divertido e trás umas poucas grandes canções. Todas as músicas, exceto uma (a balada no meio do álbum "Desolvidándote") são otimistas, impulsionadas por batidas contundentes, ritmos tropicais e uma performance energizada de Thalía, que parece feliz por estar de volta ao estúdio após seu período sabático". […] No final, Lunada é ajudado pelos destaques antecipados e pelo curto tempo de execução (menos de 40 minutos). Fãs de longa data de Thalía que esperam que Lunada rivalize com sua produção do final dos anos 1990 certamente ficarão desapontados."

## Desempenho nas paradas de sucesso
Em seu país natal, estreou no número oito, antes de descer e cair fora do gráfico oito semanas depois. No Top Latin Albums dos EUA, estreou em seu pico de número 10 em 12 de julho de 2008, antes de cair para o número 34 na semana seguinte.
Na parada de álbuns pop latinos, estreou no número quatro e saiu do gráfico no número 11 duas semanas depois. Até dezembro de 2009, vendeu 14.000 cópias nos Estados Unidos e Porto Rico, de acordo com a Nielsen SoundScan. Com 250.000 cópias vendidas em todo o mundo, obteve os números mais baixos de sua discografia até então.
Numa votação da revista ¡Hola!, Lunada foi eleito o melhor álbum de 2008, com 8.750 votos populares.

## Lista de faixas
| N.º            | Título                 | Compositor(es)                                             | Produtor(es)   | Duração |  |
| 1.             | "Ten Paciencia"        | Descemer Bueno Magilee Álvarez Cynthia Salazar             | Emilio Estefan | 3:30    |  |
| 2.             | "Sangre Caliente"      | Marcelo Delgado Darío Húngaro                              | Estefan        | 4:15    |  |
| 3.             | "Será Porque Te Amo"   | Dario Farina Daniele Pace Luis Gómez Escolar Enzo Ghinazzi | Estefan        | 2:41    |  |
| 4.             | "Con Este Amor"        | Ximena Muñoz Max Di Carlo                                  | Estefan        | 2:59    |  |
| 5.             | "Bendita"              | Thalía Sodi                                                | Estefan        | 3:25    |  |
| 6.             | "Desolvidándote"       | Sodi Jodi Mar Dave Thompson                                | Estefan        | 4:11    |  |
| 7.             | "Isla Para Dos"        | Nano Cabrera Joselito                                      | Estefan        | 4:25    |  |
| 8.             | "Insensible"           | Juan Gabriel                                               | Estefan        | 2:57    |  |
| 9.             | "Aventurero"           | Claudia Brant Jean-Yves Ducarnet Nubawn                    | Estefan        | 3:18    |  |
| 10.            | "Yo No Sé Vivir"       | Bueno Álvarez Salazar                                      | Estefan        | 4:08    |  |
| 11.            | "Sólo Se Vive Una Vez" | Sodi Drop Dead Beats                                       | Estefan        | 3:10    |  |
| Duração total: | Duração total:         | Duração total:                                             | Duração total: | 39:03   |  |

| Faixa bônus do Japão |                  |                 |         |  |
| N.º                  | Título           | Produtor(es)    | Duração |  |
| 12.                  | "La Super Chica" | Chris Rodríguez | 4:00    |  |

## Desempenho nas tabelas musicais
| Chart (2005)               | Posição |
| -------------------------- | ------- |
| Billboard Latin Pop Albums | 4       |
| Billboard Top Latin Albums | 10      |
| México (AMPROFON)          | 8       |

## Créditos
Créditos adaptados do site Allmusic.
| - Thalía—composição - Pablo Arraya—gravação - Jackie Arredondo—coro, arranjo de vocais - Claudia Brant—composição - Descemer Bueno—composição - Nano Cabrera—composição - Max di Carlo—composição - Drop Dead Beats—composição - Jean-Yves Ducornet—composição - Vicky Echeverri—coro - Luis Gómez Escolar—composição - Emilio Estefan, Jr.—produção - Dario Farina—composição - Juan Gabriel—composição - Enzo Ghinazzi—composição | - Luigi Giraldo—arranjos, gravação - George Holz—fotografia - Sidney Jamila—maquiagem - Lisette Lorenzo—direção de arte, design gráfico - Bob Ludwig—masterização - José Juan Maldonado—coordenação de produção - Jodi Marr—composição - Irma Martínez—estilista - Ricardo Eddy Martinez—arranjos, mescla - Ximena Muñoz—composição - Joanne Oriti—coordenação de projeto - Daniele Pace—composição - Adrian Posse—A&R, pré-produção |

## Histórico de lançamento
| País           | Data                | Formato | Gravadora                     | Ref.   |
| -------------- | ------------------- | ------- | ----------------------------- | ------ |
| Estados Unidos | 24 de junho de 2008 | CD      | EMI Latin, EMI Televisa Music | [ 24 ] |
| Porto Rico     | 24 de junho de 2008 | CD      | EMI Latin, EMI Televisa Music | [ 24 ] |
| Polônia        | 10 de julho de 2008 | CD      | EMI Latin, EMI Televisa Music | [ 25 ] |
| Áustria        | 11 de julho de 2008 | CD      | EMI Latin, EMI Televisa Music | [ 26 ] |
| Alemanha       | 11 de julho de 2008 | CD      | EMI Latin, EMI Televisa Music | [ 26 ] |
| Suíça          | 11 de julho de 2008 | CD      | EMI Latin, EMI Televisa Music | [ 26 ] |
| Espanha        | 15 de julho de 2008 | CD      | EMI Latin, EMI Televisa Music | [ 27 ] |
| Grécia         | 15 de julho de 2008 | CD      | EMI Latin, EMI Televisa Music | [ 27 ] |
| Itália         | 15 de julho de 2008 | CD      | EMI Latin, EMI Televisa Music | [ 27 ] |
| Japão          | 23 de julho de 2008 | CD      | EMI Latin, EMI Televisa Music | [ 28 ] |
| Brasil         | 24 de julho de 2008 | CD      | EMI Latin, EMI Televisa Music | [ 29 ] |